# TV2 Bornholm
TV2 Bornholm er en regional tv-station, der sender nyheder og aktualitetsprogrammer til Bornholm. Stationen er beliggende i Aakirkeby og beskæftiger ca. 75 medarbejdere. Direktør Camilla Kjems har stået i spidsen for stationen siden september 2024.
Hun afløste Jan Jørgensen, der var stationens tredje direktør fra 1996 til 2024.
I maj 2025 ændrede stationen stavningen af sit navn til TV2 Bornholm.
TV2 Bornholm er ligesom de syv øvrige regionale TV 2-stationer selvstændige virksomheder, der finansieres udelukkende via licensen. Kanalen begyndte at sende i september 1990. Den 11. januar 2012 fik stationen sin egen 24-timers kanal, som bærer navnet TV2 Bornholm. Stationen sender samtidig nyheder på TV 2's hovedkanal.
TV2 Bornholm arrangerede i en årrække trollingkonkurrencen Trolling Master Bornholm og er med til at dække begivenheder som folkemødet, etapeløbet Etape Bornholm og kokkekonkurrencen "Sol over Gudhjem".
1. oktober 2006 introducerede kanalen som den første i Danmark[kilde mangler] bredformat (16:9) i alle sine udsendelser.

## Seertal
Trods vigende seertal nyder TV2 Bornholm fortsat særdeles stor opbakning blandt de bornholmske tv-seere - formentlig også større end øvrige TV 2-regioner. Men modsat dem kan TV2 Bornholm ikke foretage sine seertalsmålinger via Nielsens tv-meter-målinger, da der er for få husstande med et tv-meter på Bornholm til at en sådan måling ville være retvisende. Jysk Analyse foretager i stedet 11 brugerundersøgelser om året for at afdække seertallene. Tallene er sammenlignelige fra år til år, fordi metoden er den samme, men de kan ikke sammenlignes med tv-meter-tal.
TV2 Bornholms nyhedsudendelse klokken 19.30 havde ifølge Jysk Analyse i 2020 en share i underkanten af 80 procent, mens sharen i 2024 var faldet til lige over 60 procent. Det svarer til, at 60 procent af alle bornholmske husstande, der ser tv klokken 19.30, ser TV2 Bornholm.

## Kulturpris
I 2010 uddelte TV2 Bornholm for første gang en kulturpris. Efter en sms-afstemning blandt kanalens seere, vandt Wonderfestiwall prisen. Festivalen modtog i 2008 også Bornholms Regionskommunes Kulturpris.